# 特进渠
特进渠是唐朝在宁夏平原开凿的一条渠道。
唐穆宗长庆四年(公元824年)在宁夏灵州回乐县(今灵武县西南)开凿，灌溉田地六百余顷。